# Helen Carruthers
Pour les articles homonymes, voir Carruthers.
Helen Carruthers (née en 1892 et morte le 7 juillet 1925 à New York) est une actrice américaine du cinéma muet.

## Biographie
La carrière d'Helen Carruthers a commencé en 1914. Elle est apparue dans vingt et une comédies Keystone, dont treize étaient aux côtés de Charlie Chaplin. Elle fut cantonnée à des rôles secondaires. Sa carrière d'actrice a apparemment pris fin en 1915, après une tentative de suicide. 

## Filmographie
- 1914 Charlot entre le bar et l'amour (His Favorite Pastime) de George Nichols
- 1914 Un béguin de Charlot (Caught in the Rain) de Charles Chaplin
- 1914 Charlot et les Saucisses (Mabel's Busy Day) de Mack Sennett
- 1914 Charlot dentiste (Laughing Gas) de Charles Chaplin
- 1914 Charlot garçon de théâtre (The Property Man) de Charles Chaplin
- 1914 Fièvre printanière (Recreation) de Charles Chaplin
- 1914 Charlot grande coquette (The Masquerader) de Charles Chaplin
- 1914 Charlot et Fatty font la bombe (The Rounders) de Charles Chaplin
- 1914 Mabel's Blunder de Mabel Normand
- 1914 Killing Horace
- 1914 Charlot et Mabel aux courses (Gentlemen of Nerve) de Charles Chaplin
- 1914 Cursed by His Beauty
- 1914 Charlot déménageur (His Musical Career) de Charles Chaplin
- 1914 His Talented Wife de Mack Sennett
- 1914 Charlot papa (His Trysting Place) de Charles Chaplin
- 1914 Le Roman comique de Charlot et Lolotte (Tillie's Punctured Romance) de Charles Chaplin
- 1914 Among the Mourners de Walter Wright
- 1914 Leading Lizzie Astray de Fatty
- 1914 Charlot et Mabel en promenade (Getting Acquainted) de Charles Chaplin
- 1914 Ambrose's First Falsehood de F. Richard Jones
- 1915 Hushing the Scandal de Walter Wright